# Choi Min-jeong
Choi Min-jeong (Hangeul: 최민정; née le 9 septembre 1998) est une patineuse de vitesse sur courte piste originaire de Corée du Sud.

## Biographie
Choi Min-jeong naît le 9 septembre 1998 à Seongnam. En 2004, alors qu'elle a six ans, son père profite des vacances d'hiver pour l'emmener dans un club de patinage sur glace. Son héroïne est la patineuse Jin Sun-yu. Elle résume sa philosophie par l'expression « no pain, no gain ».
Pendant la saison de patinage, Choi s'entraîne dix heures par jour. Ses entraîneurs sont Son Sae-Won au sein de son club, Kim Sun-Tae et Cho Jae-Beom au sein de l'équipe nationale.

## Carrière

### Les débuts
Aux Championnats du Monde Junior en 2014, à Erzurum, elle se blesse à la cheville lors d'une chute après avoir remporté le 3 000 mètres relais. Elle se place troisième au classement général.
En 2015, aux Championnats du Monde, elle obtient une quatrième place au 500 mètres et la troisième place au 1 500 mètres. La même année, elle gagne sa première médaille d'or individuelle en battant Arianna Fontana et Shim Suk-hee au 1 500 m à la deuxième manche de la coupe du monde de patinage de vitesse sur piste courte 2014-2015 à Montréal. 
À seize ans, toujours en 2015, elle devient championne du monde au classement général à Moscou. Elle réitère l'exploit en 2016.

### Saison 2017/2018 et Jeux olympiques
En 2017, elle remporte toutes les distances individuelles et le relais 3 000 mètres de la première manche de la coupe du monde à Budapest. À la deuxième manche de la saison, à Dordrecht, elle remporte l'or au 1 500 mètres. Elle est disqualifiée au 500 mètres en demi-finale, ce qui la place 8e de la distance, et ne participe pas au 1 000 mètres,.
À Shanghai pour la troisième et avant-dernière manche de la saison, elle arrive deuxième au 1 500 mètres derrière la Coréenne Shim Suk-hee et devant la Canadienne Marianne St-Gelais. Au 500 mètres, elle chute en quarts de finale et termine 16e au classement de la distance. Elle ne participe pas au 1 000 mètres. Elle gagne le relais avec son équipe constituée de Kim Ye-Jin, Lee Yu Bin et Shim Suk-Hee.
Lors de la dernière manche de la saison, elle remporte le 1 500 mètres devant Shim Suk-hee et Kim Boutin. Elle arrive deuxième au 500 mètres, derrière Elise Christie et devant Martina Valcepina. Elle remporte le 1 000 mètres devant Kim Boutin, qui garde quand même la première place du classement de la saison,. Au relais, avec Kim Alang, Shim Suk-hee et Kim Ye-Jin, elle prend la médaille de bronze.
Elle est en tête du classement du circuit de coupes du monde au 1 500 mètres.
Elle est une des favorites des Jeux olympiques de 2018, aux côtés de sa compatriote Shim Suk-Hee,.
Elle remporte la médaille d'or dans l'épreuve du 1 500 m,.

## Prix et récompenses
Choi devient Découverte de l'année aux Korean Sports Awards aux côtés de Kim Cheong-Yong en février 2014. En février 2015, elle reçoit le même prix au Grand Prix Sportif des Femmes Coréennes.
Elle reçoit le prix du Top Player au Grand Prix Sportif des Femmes Coréennes en 2016. Le Comité Olympique coréen lui donne le prix de Meilleur Athlète en février 2016.